# Dumetocrinus
Dumetocrinus is een geslacht van zeelelies uit de familie Hyocrinidae.

## Soort
- Dumetocrinus antarcticus (Bather, 1908)